# Camino de Santiago Catalán: Ruta por Huesca

## Descripción

### Nombres
- Camí de Sant Jaume Nord
- Camino de Santiago Catalán por Huesca

### Distancias
- La ruta tiene un total de 222 km
- Distancia hasta Santiago de Compostela:
  - Desde el inicio en Tárrega (Lérida) 1010 km
  - Desde Balaguer (Lérida) 980 km
  - Desde Monzón (Huesca) 920 km
  - Desde Huesca 862 km
  - Desde el final en Santa Cruz de la Serós (Huesca) 788 km

### Trazado
- Inicio: Ruta Jacobea Catalana en Tárrega (Lérida).
- Final: Camino de Santiago Aragonés en Santa Cruz de la Serós (Huesca).
- Pasa por las provincias de: Lérida y Huesca.

### Rutas afluentes y alternativas
- No se describen afluencias en esta ruta.
- Ruta Jacobea Catalana desde Tárrega (Lérida).

### Reseña histórica
Aunque es más moderna que la otra vía catalana, en la actualidad, es más popular ésta entre los peregrinos que comienzan su andadura en el Monasterio de Montserrat.

### Patrimonio Mundial de la Humanidad
- No hay inscripciones en esta ruta.

## Trazado de la Ruta

### Provincia de Lérida

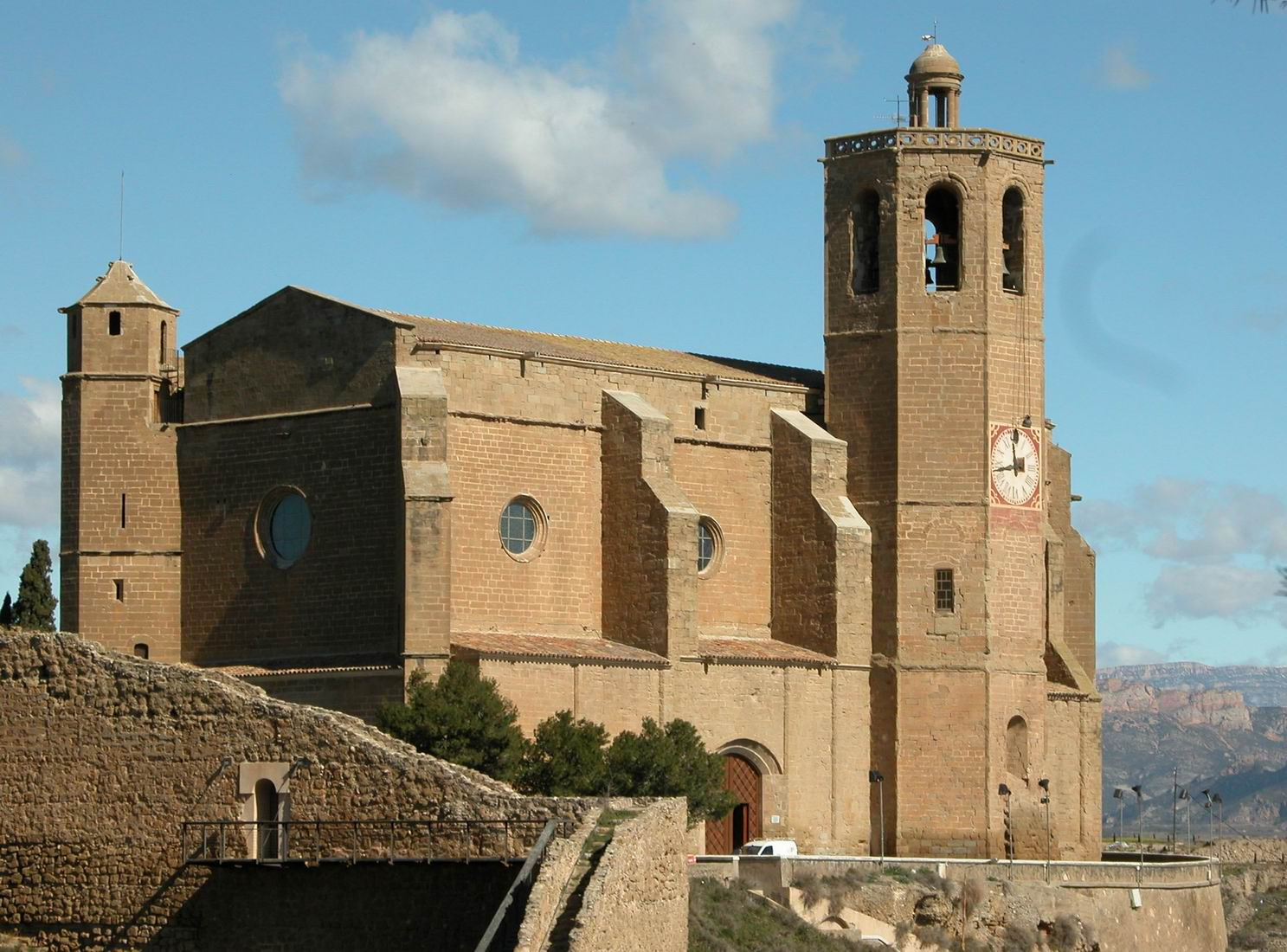
Iglesia de Santa María en Balaguer.

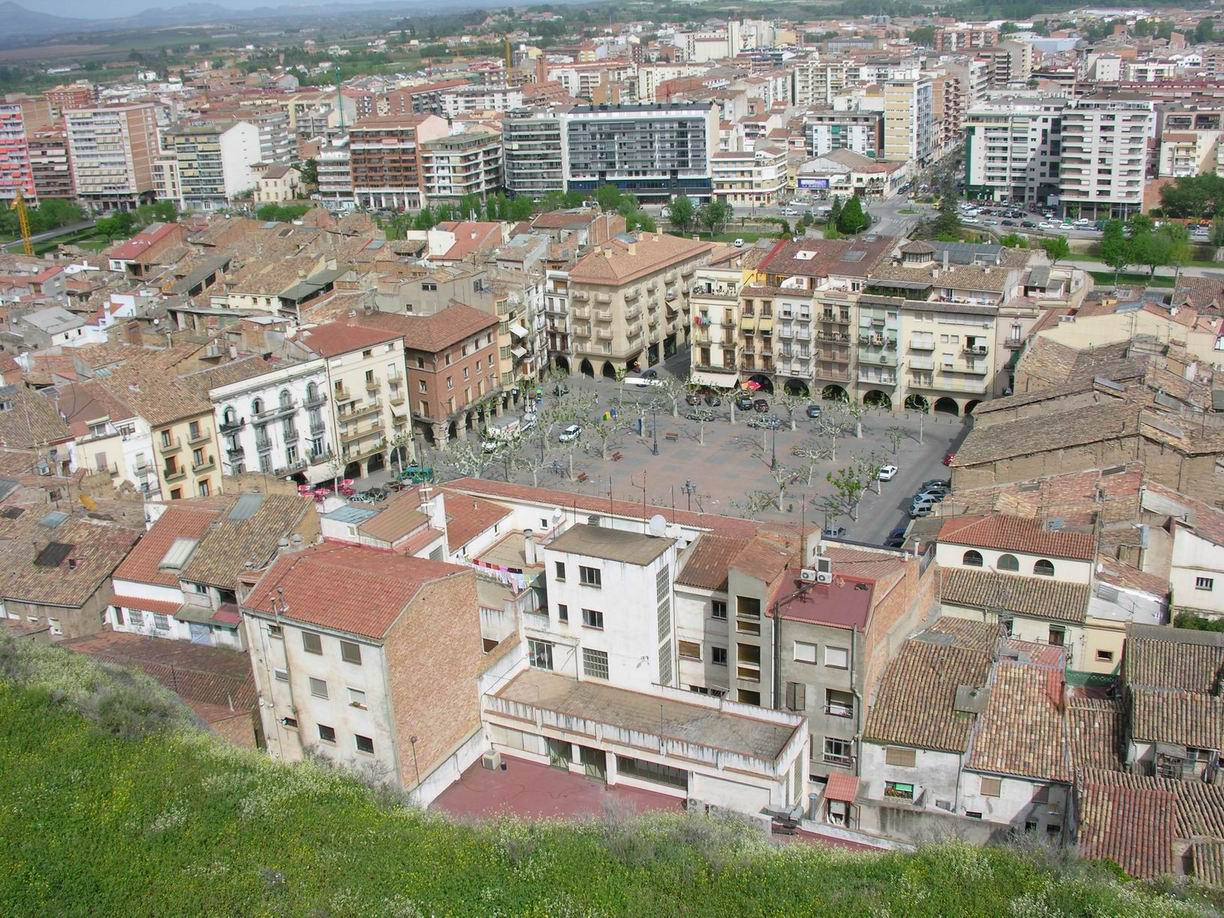
Plaza del Mercadal en Balaguer.

- Tárrega → Parte de la Ruta Jacobea Catalana
  - Hospital
  - Iglesia de Nuestra Señora del Carmen
  - Iglesia de Santa María del Alba
  - Palacio de los Marqueses de la Floresta
  - Parque de San Eloy
- Tornabous 
  - Casa Consistorial
  - Iglesia parroquial de Santa María
  - Poblado ibero de Molí d'Espígol
- Balaguer
  - Castillo de los Condes de Urgell
  - Iglesia de Santa María
  - Monasterio de Santo Domingo
  - Monasterio del Santo Cristo
  - Plaza del Mercadal
- Algerri
  - Ermita de San Blas
  - Iglesia de Santa María
- Alfarrás 
  - Iglesia de San Nicolás
  - Iglesia parroquial de San Pedro Apóstol
  - Molino medieval

### Provincia de Huesca
- Tamarite de Litera
  - Ayuntamiento
  - Casonas señoriales

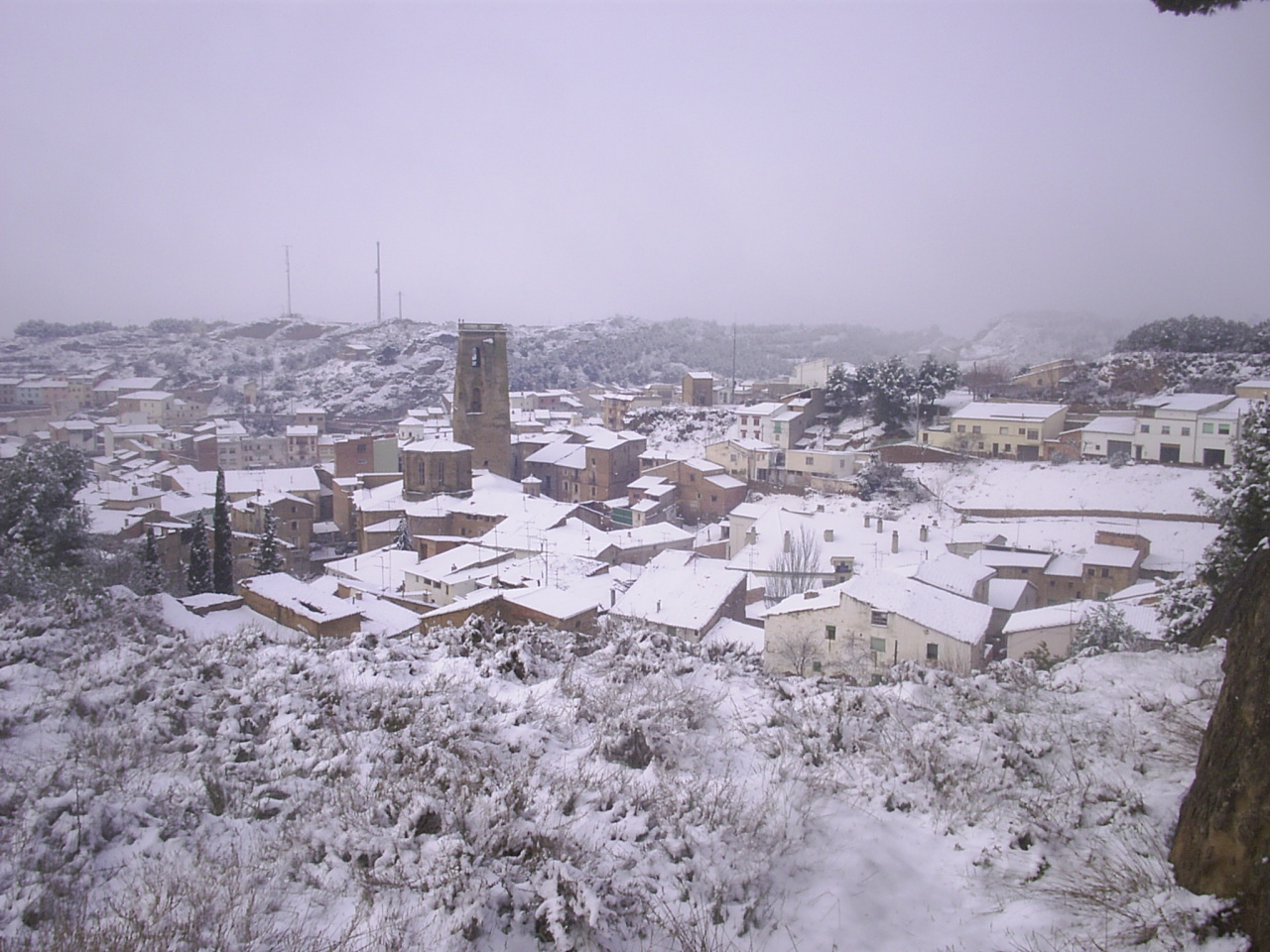
Panorámica de Tamarite de Litera.

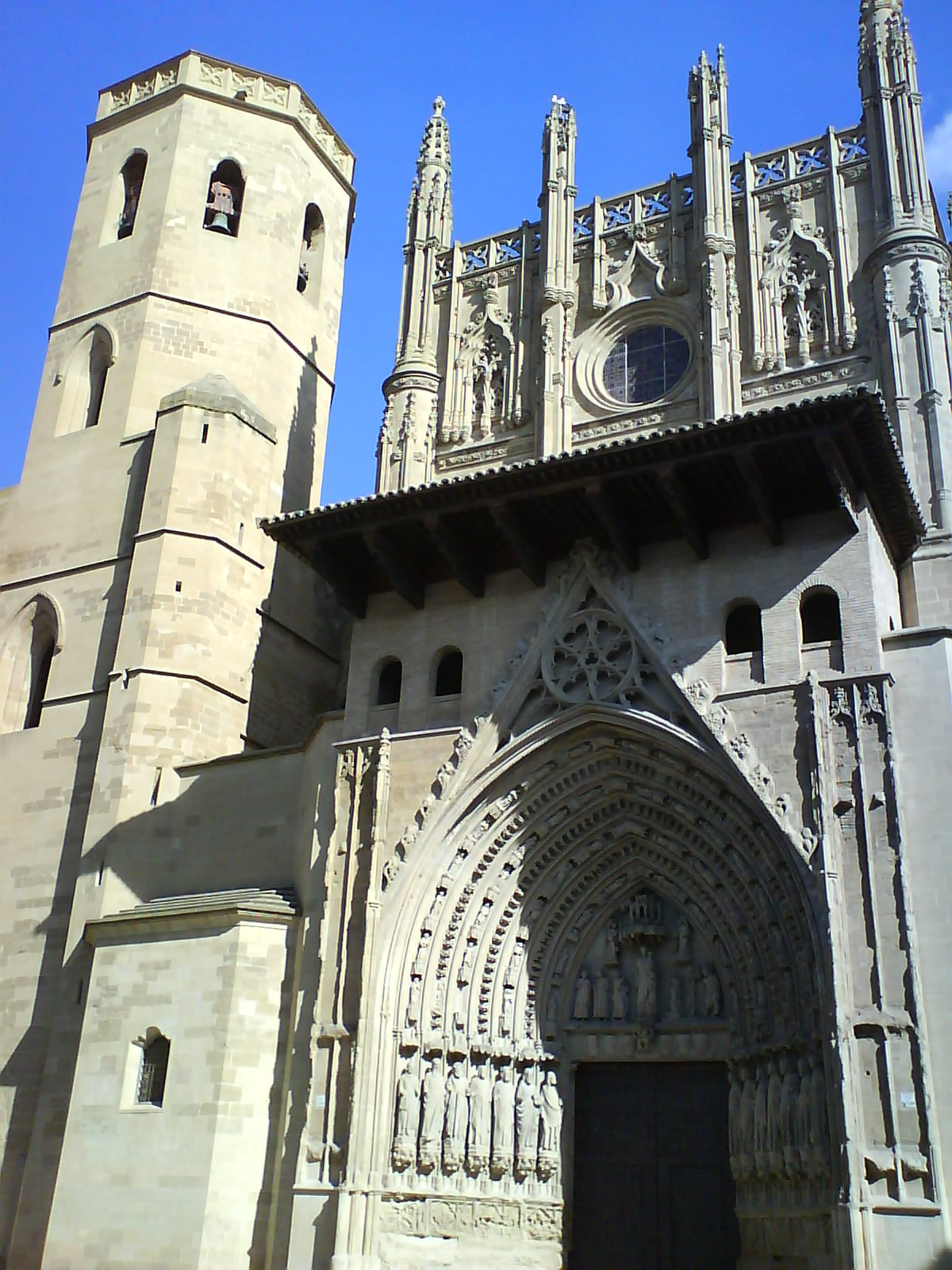
Catedral de Santa María en Huesca.

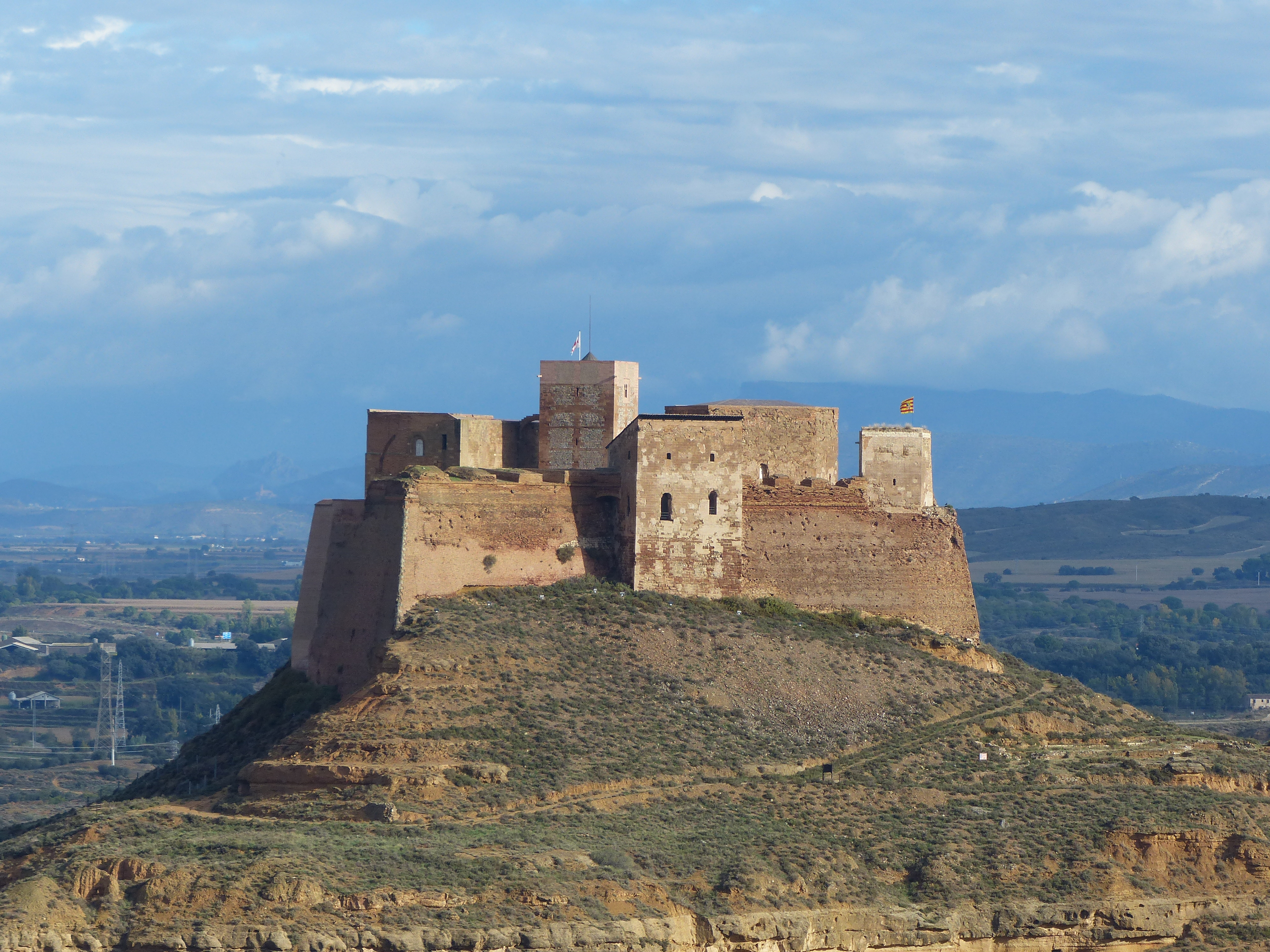
Castillo templario de Monzón.

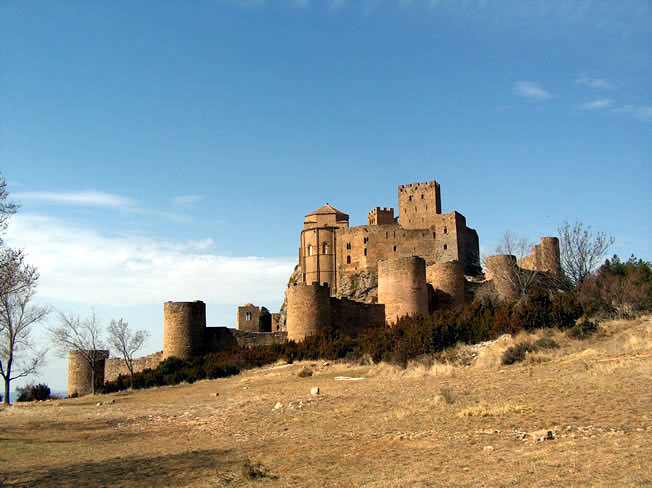
Castillo de Loarre.

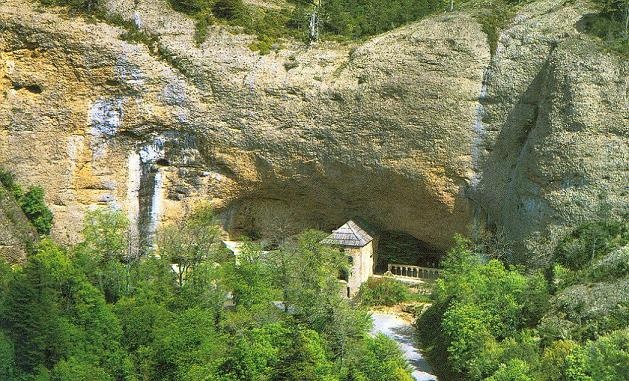
Monasterio de San Juan de la Peña en Santa Cruz de la Serós.

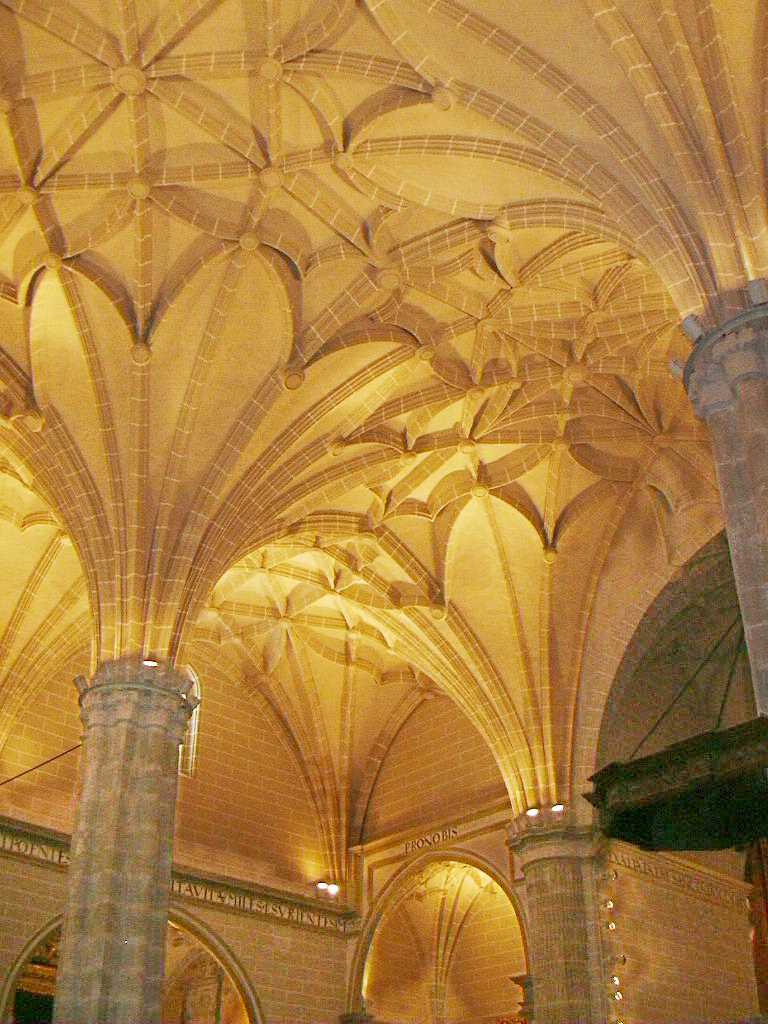
Tracerías de la Colegiata de Santa María la Mayor en Bolea.

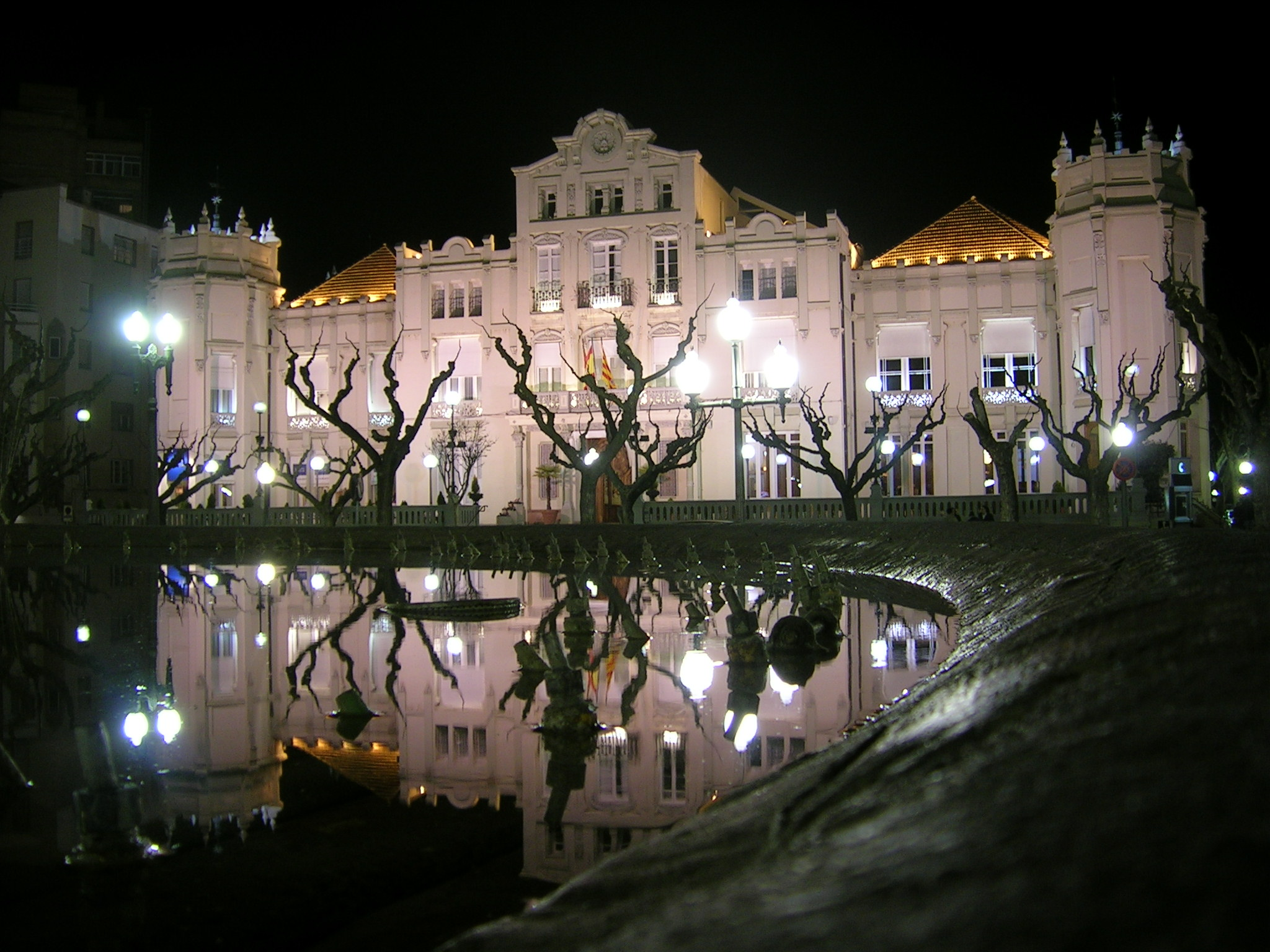
Antiguo Casino Municipal de Huesca.

  - Iglesia de la Virgen del Patrocinio
  - Plaza del Mesón
  - Plaza Mayor
  - Ruinas del Castillo de los Moros
- Monzón
  - Casa Consistorial
  - Casa Pano
  - Casa Zaporta
  - Castillo templario
  - Catedral de Santa María del Romeral
  - Convento de San Francisco
  - Iglesia parroquial de Selgua
  - Murallas medievales
  - Plaza Mayor
  - Pozo romano de Selgua
  - Puerta de Luzán
- Berbegal
  - Ermita de Santa Águeda
  - Ermita de San Gregorio
  - Fortaleza de Grama-Pan
  - Fuente de San Gregorio
  - Iglesia parroquial de Santa María la Blanca
  - Peñón de Muyed
  - Peñón de Santa Águeda
  - Yacimientos arqueológicos ibero-romanos
- Pertusa
  - Ermita de La Victoria
  - Ermita de Santiago
  - Iglesia parroquial de Santa María
  - Torre herreriana
- Antillón
  - Antigua almazara
  - Antiguo horno de pan
  - Ermita de San Cosme y San Damián
  - Fuente románica
  - Iglesia parroquial de la Natividad de la Virgen
  - Lavadero municipal
  - Ruinas de las murallas medievales
- Fañanás
  - Antiguo horno de pan
  - Ermita de Nuestra Señora de Bureta
  - Iglesia parroquial de Nuestra Señora del Pilar
  - Molino medieval de cubo
- Ola
  - Iglesia parroquial de Nuestra Señora de los Ángeles
- Tierz
  - Ermita de Nuestra Señora de los Dolores
  - Iglesia parroquial de Nuestra Señora de la Asunción
- Huesca
  - Antiguo Casino Municipal (Sede del Círculo Oscense)
  - Ayuntamiento
  - Basílica de San Lorenzo
  - Catedral de Santa María
  - Convento de San Miguel
  - Iglesia de Santo Domingo y San Martín
  - Monasterio de San Pedro el Viejo
  - Murallas medievales
  - Museo arqueológico
  - Museo Diocesano
  - Palacio de Villahermosa
  - Santuario de Salas
- Chimillas
  - Ermita de Cillas
  - Iglesia parroquial de San Jorge
  - Palacio de Cebrián
- Bolea
  - Colegiata de Santa María la Mayor
  - Ermita de Mueras
  - Ermita de San Andrés
  - Ermita de San Joaquín
  - Ermita de San José
  - Ermita de Santa Quiteria
  - Iglesia de Nuestra Señora de la Soledad
  - Iglesia de Nuestra Señora de los Dolores
  - Monasterio de la Santísima Trinidad
- Aniés
  - Ermita de San Cosme
  - Ermita de Santa Bárbara
  - Ermita rupestre de San Cristóbal
  - Iglesia parroquial
  - Santuario de la Virgen de la Peña
- Loarre
  - Ayuntamiento
  - Castillo
  - Ermita de San Juan
  - Ermita de Santa Águeda
  - Ermita de Santa Marina
  - Fuente de los Tres Caños
  - Hospedería
  - Iglesia parroquial de San Esteban
- Sarsamarcuello
  - Casa-abadía
  - Castillo de Marcuello
  - Ermita de Nuestra Señora de Marcuello
  - Ermita de San Miguel
  - Iglesia parroquial de San Nicolás de Bari
  - Yacimientos arqueológicos ibero-romanos
- Santa María de la Peña
  - Ermita de Santiago
  - Iglesia parroquial de San Sebastián
- Santa Cruz de la Serós → Enlace con el Camino de Santiago Aragonés
  - Iglesia de San Caprasio
  - Iglesia de Santa María
  - Monasterio de San Juan de la Peña

## Otras Rutas Jacobeas en España
- Ruta Jacobea Aragonesa
- Ruta Jacobea de Arosa
- Ruta Jacobea Catalana

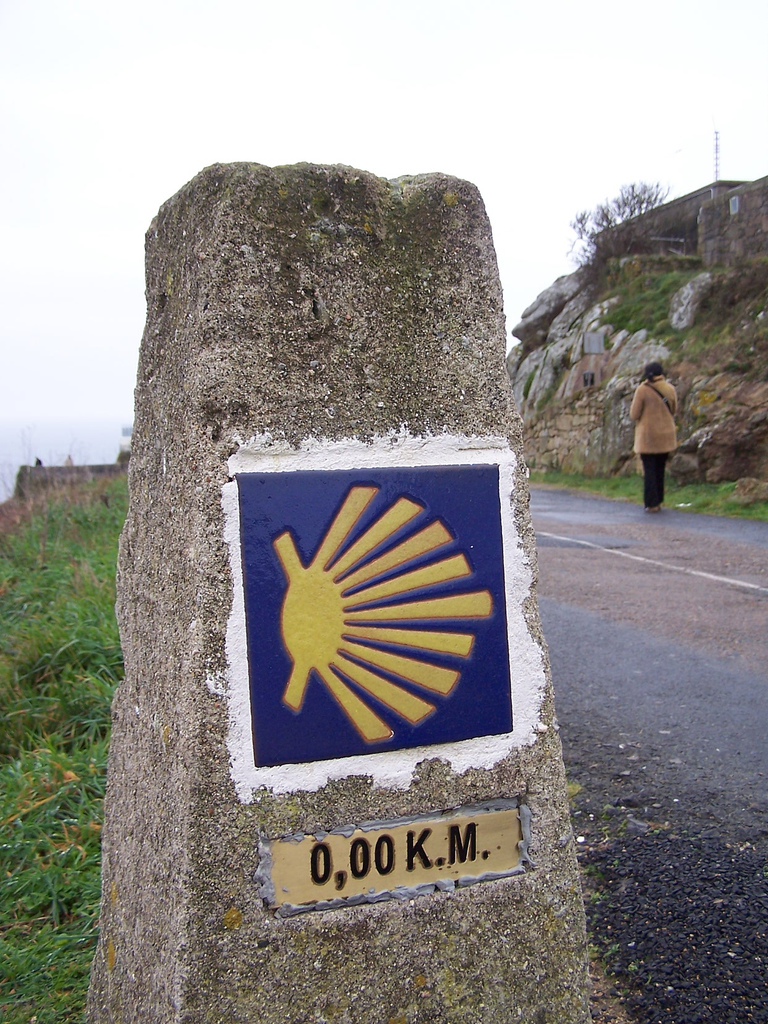
Hito informativo del Camino.

- Ruta Jacobea Catalana Septentrional
- Ruta Jacobea del Ebro
- Ruta Jacobea de Fisterra
- Ruta Jacobea Francesa
- Ruta Jacobea de Guadalajara
- Ruta Jacobea Inglesa
- Ruta Jacobea de la Lana
- Ruta Jacobea Levantina
- Ruta Jacobea Levantina Meridional
- Ruta Jacobea de Madrid
- Ruta Jacobea Mozárabe
- Ruta Jacobea del Norte
- Ruta Jacobea de la Plata
- Ruta Jacobea de la Plata Occidental
- Ruta Jacobea Portuguesa
- Ruta Jacobea Primitiva
- Ruta Jacobea Sanabresa
- Ruta Jacobea Vadiniense
- Ruta Jacobea Vasca